# Liste der Naturdenkmale im Amt Penzliner Land
Die Liste der Naturdenkmale in Amt Penzliner Land nennt die Naturdenkmale im Amt Penzliner Land im Landkreis Mecklenburgische Seenplatte in Mecklenburg-Vorpommern.

## Ankershagen
| Bild | Nr.        | Bezeichnung | Standort                                                    | Beschreibung                                                                     | Schutzzweck | Verordnung |
| ---- | ---------- | ----------- | ----------------------------------------------------------- | -------------------------------------------------------------------------------- | ----------- | ---------- |
| BW   | 2543/401-0 | Eiche       | Ankershagen Lindenallee 38 (53° 28′ 50,7″ N, 12° 56′ 24″ O) | Gepflanzt ca. 1750.                                                              |             |            |
| BW   | 2543/402-0 | Birne       | Ankershagen (53° 28′ 27,1″ N, 12° 56′ 49,1″ O)              | Gepflanzt ca. 1895.                                                              |             |            |
| BW   | 2543/403-0 | Hängebuche  | Ankershagen (53° 28′ 41,5″ N, 12° 58′ 27,6″ O)              | Gepflanzt ca. 1700.                                                              |             |            |
| BW   | 2543/404-0 | Eiche       | Ankershagen Lindenallee (53° 28′ 50,5″ N, 12° 58′ 16,4″ O)  | Gepflanzt ca. 1785.                                                              |             |            |
| BW   | 2543/405-0 | 4 Eichen    | Ankershagen (53° 28′ 5,6″ N, 12° 56′ 32,4″ O)               | [ 5 ]                                                                            |             |            |
| BW   | 2543/406-0 | Eiche       | Ankershagen (53° 28′ 23,3″ N, 12° 57′ 56,3″ O)              | Gepflanzt ca. 1700.                                                              |             |            |
| BW   | 2543/407-0 | Birne       | Ankershagen (53° 28′ 16,4″ N, 12° 56′ 52,1″ O)              | Gepflanzt ca. 1850.                                                              |             |            |
| BW   | 2543/408-0 | Birne       | Ankershagen (53° 28′ 26,1″ N, 12° 56′ 49,6″ O)              | Gepflanzt ca. 1895.                                                              |             |            |
| BW   | 2443/412-0 | Eiche       | Rumpshagen (53° 31′ 2″ N, 12° 57′ 42″ O)                    | Gepflanzt ca. 1700.                                                              |             |            |
| BW   | 2443/413-0 | Eiche       | Rumpshagen (53° 31′ 1,6″ N, 12° 57′ 46,3″ O)                | Gepflanzt ca. 1750.                                                              |             |            |
| BW   | 2443/414-0 | Eiche       | Rumpshagen Oberdorf (53° 29′ 54,4″ N, 12° 57′ 35″ O)        | Gepflanzt ca. 1730. Standort ca. 1200 m südlich vom Ort.                         |             |            |
| BW   | 2443/433-0 | Apfel       | Rumpshagen (53° 29′ 57″ N, 12° 58′ 51,6″ O)                 | Gepflanzt ca. 1795. Standort bei der Gemarkungsgrenze 1400 m südöstlich vom Ort. |             |            |

## Kuckssee
| Bild | Nr.        | Bezeichnung | Standort                                              | Beschreibung         | Schutzzweck | Verordnung |
| ---- | ---------- | ----------- | ----------------------------------------------------- | -------------------- | ----------- | ---------- |
| BW   | 2444/409-0 | Platane     | Krukow Rabenallee 3a (53° 31′ 6,3″ N, 13° 7′ 39,6″ O) | Standort im Gutspark |             |            |

## Möllenhagen
| Bild | Nr.        | Bezeichnung | Standort                                                              | Beschreibung                                             | Schutzzweck | Verordnung |
| ---- | ---------- | ----------- | --------------------------------------------------------------------- | -------------------------------------------------------- | ----------- | ---------- |
| BW   | 2443/428-0 | Stieleiche  | Lehsten Friedrich-Griese-Straße 12 (53° 33′ 53,8″ N, 12° 54′ 47,8″ O) | Gepflanzt ca. 1795.                                      |             |            |
| BW   | 2443/435-0 | Eiche       | Wendorf Möllenhagener Straße 3 (53° 30′ 9,9″ N, 12° 55′ 34,4″ O)      | Gepflanzt ca. 1700. Standort gegenüber Friedhof Wendorf. |             |            |
| BW   | 2443/438-0 | Eiche       | Wendorf Möllenhagener Straße (53° 30′ 29,1″ N, 12° 55′ 15″ O)         | Gepflanzt ca. 1795.                                      |             |            |

## Penzlin
| Bild | Nr.        | Bezeichnung   | Standort                                                          | Beschreibung                                                            | Schutzzweck | Verordnung |
| ---- | ---------- | ------------- | ----------------------------------------------------------------- | ----------------------------------------------------------------------- | ----------- | ---------- |
| BW   | 2544/401-0 | Eiche         | Alt Rehse (53° 29′ 28,6″ N, 13° 9′ 3″ O)                          | Gepflanzt ca. 1695. Standort ca. 1200 m südwestlich des Ortes, im Wald. |             |            |
| BW   | 2544/402-0 | Birne         | (53° 28′ 20,1″ N, 13° 1′ 54,2″ O)                                 | Gepflanzt ca. 1895.                                                     |             |            |
| BW   | 2444/416-0 | Erle          | Alt Rehse (53° 29′ 54,9″ N, 13° 9′ 42,6″ O)                       | Gepflanzt 1850.                                                         |             |            |
| BW   | 2544/06Y-0 | Rosskastanie  | Alt Rehse (53° 29′ 30,6″ N, 13° 9′ 35,3″ O)                       | Baum mit ND-Schild. Standort ca. 600 m südwestlich des Ortes.           |             |            |
| BW   | 2443/404-0 | 2 Eichen      | Kavelsdorf (53° 32′ 48″ N, 12° 57′ 7,4″ O)                        | Gepflanzt ca. 1750.                                                     |             |            |
| BW   | 2444/410-0 | Eiche         | Mallin (53° 30′ 59,9″ N, 13° 9′ 26,4″ O)                          | Gepflanzt ca. 1695. Standort im Malliner Holz, Richtung Alt Rehse.      |             |            |
| BW   | 2443/429-0 | Eiche         | Marihn (53° 31′ 38,6″ N, 12° 59′ 29,2″ O)                         | Gepflanzt ca. 1750. Standort am westlichen Ortsrand.                    |             |            |
| BW   | 2443/432-0 | Eiche         | Marihn (53° 31′ 35,4″ N, 12° 58′ 48,4″ O)                         | Gepflanzt ca. 1550. Standort ca. 1000 m westlich des Ortes.             |             |            |
| BW   | 2443/401-0 | Stieleiche    | Penzlin (53° 34′ 0,6″ N, 12° 58′ 57,2″ O)                         | Gepflanzt ca. 1695.                                                     |             |            |
| BW   | 2443/402-0 | Stieleiche    | Penzlin (53° 33′ 56,7″ N, 12° 58′ 58,4″ O)                        | Gepflanzt ca. 1695.                                                     |             |            |
| BW   | 2443/436-0 | Stieleiche    | Penzlin (53° 33′ 43,3″ N, 12° 58′ 28,5″ O)                        | Gepflanzt ca. 1695.                                                     |             |            |
| BW   | 2443/440-0 | Buche         | Penzlin (53° 30′ 13,9″ N, 12° 59′ 17,4″ O)                        | Gepflanzt ca. 1600.                                                     |             |            |
| BW   | 2543/422-0 | Eiche         | Penzlin (53° 29′ 54,2″ N, 12° 59′ 19,1″ O)                        | Gepflanzt ca. 1600.                                                     |             |            |
| BW   | 2544/428-0 | 9 Stieleichen | Penzlin (53° 27′ 59,5″ N, 13° 2′ 6,7″ O)                          | Gepflanzt ca. 1795.                                                     |             |            |
| BW   | 2544/403-0 | Buche         | Wustrow (53° 28′ 15,1″ N, 13° 8′ 58,1″ O)                         | Gepflanzt ca. 1795.                                                     |             |            |
| BW   | 2544/405-0 | Stieleiche    | Wustrow (53° 28′ 20,3″ N, 13° 9′ 4,7″ O)                          | Gepflanzt ca. 1750.                                                     |             |            |
| BW   | 2544/406-0 | Buche         | Wustrow (53° 28′ 22,5″ N, 13° 9′ 5,7″ O)                          | Gepflanzt ca. 1795.                                                     |             |            |
| BW   | 2544/407-0 | Stieleiche    | Wustrow (53° 28′ 23,2″ N, 13° 9′ 6,4″ O)                          | Gepflanzt ca. 1750.                                                     |             |            |
| BW   | 2544/408-0 | Stieleiche    | Wustrow (53° 27′ 55,5″ N, 13° 9′ 0,3″ O)                          | Gepflanzt ca. 1785.                                                     |             |            |
| BW   | 2544/409-0 | Stieleiche    | Wustrow (53° 27′ 52,3″ N, 13° 9′ 3,9″ O)                          | Gepflanzt ca. 1795. Am Tollensesee                                      |             |            |
| BW   | 2544/411-0 | Linden        | Wustrow (53° 28′ 23,9″ N, 13° 9′ 5,3″ O)                          | Gepflanzt ca. 1700.                                                     |             |            |
| BW   | 2543/409-0 | 2 Fichten     | Zahren Am Zahrener See (53° 28′ 48,1″ N, 12° 59′ 33,4″ O)         | Gutspark Zahren                                                         |             |            |
| BW   | 2543/410-0 | Zypresse      | Zahren Am Zahrener See (53° 28′ 49″ N, 12° 59′ 33,4″ O)           | Gut Zahren                                                              |             |            |
| BW   | 2543/411-0 | Birne         | Zahren gegenüber Zahren Ausbau 3 (53° 28′ 58″ N, 12° 59′ 43,7″ O) | Gepflanzt ca. 1895.                                                     |             |            |
| BW   | 2543/426-0 | Birne         | Zahren (53° 29′ 45,1″ N, 12° 59′ 35,2″ O)                         | Gepflanzt ca. 1850.                                                     |             |            |

## Zirzow
Hier sind keine Naturdenkmale bekannt.